# Torjus Hansén
Torjus Hansén (Skien, 1973. október 29. –) norvég labdarúgóhátvéd.

## Pályafutása
Korábban a Gulset, a Lillestrøm, az Arminia Bielefeld, és a Rosenborg játékosa volt. Az Arminia 2002. nyarán 132 000 euróért vásárolta meg. A 2002–03-as szezont töltötte Németországban, majd hazatérve a Rosenborggal megnyerte a kupát és a bajnokságot. A következő évben megvédték címüket. Utolsó klubjában, az Odd Grenlandban összesen 11 szezont játszott, 267 meccsen 6 gólt lőtt. A 2010-es szezon után vonult vissza. 2011. február 8-án egy augusztus 1-ig szóló szerződést írt alá. Ezután már végleg visszavonult a labdarúgástól.

## Válogatottban
Három meccsen játszott a norvég U21-es labdarúgó-válogatottban és a felnőttválogatottban egyaránt. Részt vett az 1993-as ifjúsági labdarúgó-világbajnokságon.

## Sikerei, díjai
Rosenborg
- Norvég I. Liga: 2003, 2004
- Norvég labdarúgókupa: 2003